# 江都駿河町三井見世略図
「江都駿河町三井見世略図」（えどするがちょうみついみせりゃくず）は、葛飾北斎の名所浮世絵揃物『冨嶽三十六景』全46図中の1図。落款は「前北斎為一筆」とある。

## 概要
駿河町とは現代の東京都中央区日本橋室町を指し、通りの正面に富士山が見える街並みから駿河国の名を冠した名が付けられた。この地に呉服商として店を構えた三井越後屋（現三越）の屋根上で作業をする人々と正月の富士山の遠景を捉えた作品となっている。三井越後屋は店頭販売、現金取引といった商法を初めて導入した商店として知られ、1日千両を稼ぐと言われるほど大繁盛し、駿河町を画題とした浮世絵作品には必ず登場すると言ってよいほどの知名度を誇っていた。北斎も定番の場所として三井越後屋を画角に収めてはいるが、上にずらして屋根と富士山の稜線を対比させる構図を採用することで駿河町を題材とした他作家の既存作品との差別化を図っている。実際の建物の屋根の向きは富士山に対して直角であったことから、対比構造を持たせるために意図的に90度回転させて創作された作品となっている。
瓦職人の作業風景を取り上げた北斎の作品は本作品以外にも『冨嶽三十六景』「東都浅艸本願寺」や『東遊』「駿河町越後屋」などが知られている。三井越後屋は1829年（文政12年）に火災によって焼失しているが、その後二年をかけて再建がなされた。このため、普請中の景観を見た北斎が瓦職人の作業風景などを取り入れたのではないかと推察されている。また、揚げられている凧には「壽」の字が記されており、版元の西村屋与八の屋号「永寿堂」から拝借したものと見られている。